# Bandera de la ciudad de Nueva York
La bandera de la ciudad de Nueva York es rectangular, dividida en tres franjas verticales del mismo tamaño, de color azul la que está más próxima al mástil, blanca la central y naranja la del batiente. Dentro de la franja blanca, en el centro de la bandera, aparece representado el sello de la ciudad con trazos de color azul.
Los colores de la bandera son los mismos que utilizaban las Provincias Unidas de los Países Bajos en su enseña cuando fundaron Nueva Ámsterdam los colores son azul,blanco y rojo.
La versión actual de la bandera de la ciudad, creada en 1915, fue aprobada el 30 de diciembre de 1977, cuando se modificó el año que figuraba en el sello 1664 (fecha de la captura inglesa de Nueva Ámsterdam) por el año de su fundación 1625. 
El estado de Nueva York cuenta con bandera y gran sello propios.
Hay una variación de la bandera utilizada para el alcalde de la ciudad, con cinco estrellas azules sobre el sello.  Las estrellas representan los cinco distritos de Nueva York (Manhattan, Queens, Bronx, Brooklyn y Staten Island).